# Butterwick, Barton-le-Street
Butterwick är en by i civil parish Barton-le-Street, i distriktet North Yorkshire, i grevskapet North Yorkshire, i England. Byn är belägen 8 km från Malton. Byn nämndes i Domedagsboken (Domesday Book) år 1086.